# Szonkovói járás

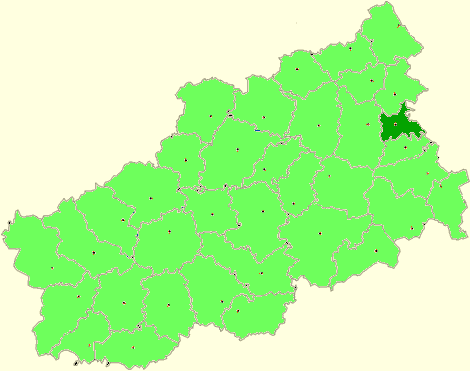
A Szonkovói járás a Tveri területen

A Szonkovói járás (oroszul Сонковский район) Oroszország egyik járása a Tveri területen. Székhelye Szonkovo.

## Népesség
- 1989-ben 13 570 lakosa volt.
- 2002-ben 10 523 lakosa volt.
- 2010-ben 8 553 lakosa volt, melyből 7 994 orosz, 79 ukrán, 36 csuvas, 33 tatár, 24 fehérorosz, 20 cigány, 20 tadzsik, 18 csecsen, 14 kirgiz, 12 karjalai, 12 lezg, 12 üzbég stb.